# Dan Williamson

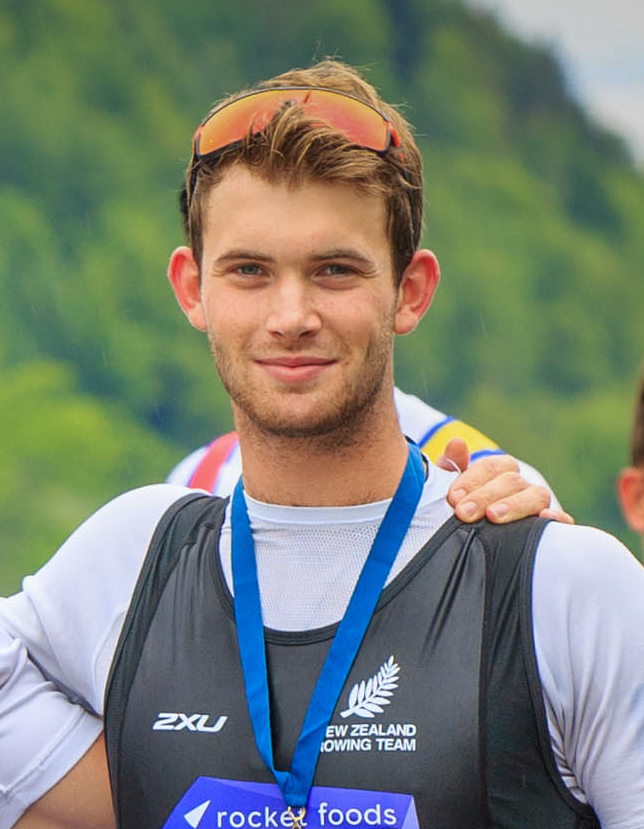
Dan Williamson, 2021

Daniel „Dan“ Williamson (* 30. März 2000) ist ein neuseeländischer Ruderer und Olympiasieger.

## Karriere
Dan Williamson gewann 2017 die Silbermedaille im Vierer ohne Steuermann bei den Junioren-Weltmeisterschaften. Bei den U23-Weltmeisterschaften 2018 erhielt er die Bronzemedaille ebenfalls im Vierer. 
Bei den Weltmeisterschaften 2019 belegte der neuseeländische Achter ohne Dan Williamson den sechsten Platz. Da nur die ersten fünf Boote für die Olympischen Spiele in Tokio qualifiziert waren, mussten die Neuseeländer 2021 in der letzten Qualifikationsregatta antreten. Die Neuseeländer gewannen die Regatta nun mit Dan Williamson. Bei den Olympischen Spielen in Tokio belegten sie den zweiten Platz im Vorlauf und siegten im Hoffnungslauf. Im Finale gewannen die Neuseeländer mit einer Sekunde Vorsprung vor dem Deutschland-Achter die Goldmedaille.